# Aname warialda
Aname warialda is een spinnensoort uit de familie Anamidae.
Aname warialda werd in 1985 beschreven door Raven.